# Carla Negri Lintzmayer
Carla Negri Lintzmayer (Maringá, ?) é uma cientista da computação e matemática brasileira. Graduou-se em ciência da computação pela Universidade Estadual de Maringá em 2011 e concluiu seu doutorado e pós-doutorado na Universidade Estadual de Campinas. Atualmente, é professora adjunta do Centro de Matemática Computação e Cognição (CMCC), da Universidade Federal do ABC.

## Carreira
Carla cursou o ensino fundamental e médio em sua cidade natal, Maringá/PR, quando a Matemática já era sua disciplina favorita.
| “                        | Minha disciplina favorita sempre foi a Matemática. (...) adorava ficar fazendo continhas, mesmo que não parecesse ter aplicações práticas (como era o caso dos exercícios de Física e Química). Lá pelo final do Ensino Médio, um professor começou a me passar exercícios de Cálculo, que normalmente só são vistos na graduação mesmo, e aí eu fiquei mais interessada ainda. | ” |
| — Carla Negri Lintzmayer | |   |

Por não saber da existência da possibilidade de seguir carreira acadêmica, não cursou Matemática como gradução. Optou por Ciência da Computação por parecer ter um mercado de trabalho mais promissor. No terceiro ano da graduação, Carla cursou a disciplina de análise de algoritmos, que une Matemática e Computação, e decidiu continuar pesquisando nessa área.
Concluiu a graduação na Universidade Estadual de Maringá e mudou-se para Campinas/SP, em 2012, para o doutorado e o pós-doutorado, que realizou na Universidade Estadual de Campinas. Desde 2018, mora em Santo André, onde é professora concursada da Universidade Federal do ABC. Ao longo da pós-graduação, sua principal área de pesquisa foi a Otimização Combinatória, que continua sendo foco de suas pesquisas.

## Reconhecimentos
Em 2023, Carla recebeu o prêmio L'Oréal-UNESCO para mulheres na ciência na categoria "ciências matemáticas". Entre mais de 400 inscritas, ela venceu com sua pesquisa sobre problemas de Otimização Combinatória em Grafos, focando no estudo de algoritmos e questões estruturais e teóricas relacionadas a esses objetos.
Em 2018, o artigo "Online Circle and Sphere Packing", escrito com Flávio Keidi Miyazawa, recebeu Menção Honrosa no III ETC/CSBC - Encontro de Teoria da Computação / Congresso da Sociedade Brasileira de Computação.

## Palestras e publicações
- 2024 - Colorações ímpares e livre-de-conflitos, na UFBA[10]
- 2024 - Sobre o Problema do Caixeiro Viajante com Drone[11]
- 2024 - Odd and conflict-free colorings, na UFPB[12]
- 2023 - Independent sets, matchings, and leafy spanning arborescences[13]
- 2022 - Leafy Arborescences in DAGs[14]
- 2020 - Arborescências geradoras folhudas em DAGs, na UFMG[15]
- 2019 - Online circle and sphere packing, com Flavio Keidi Miyazawa, e Eduardo Candido Xavier[16]
- 2019 - Sorting Permutations by λ-Operations, com Guilherme Henrique Santos Miranda, e Zanoni Dias[17]
- 2014 - On the diameter of rearrangement problems, com Zanoni Dias[18]
- ? - ColorAnt-RT: Algoritmo de Coloração de Grafo que utiliza Colônia de Formigas aplicado a Alocação de Registradores, com Mauro Henrique Mulati, e Anderson Faustino da Silva[19]